# Osterwall

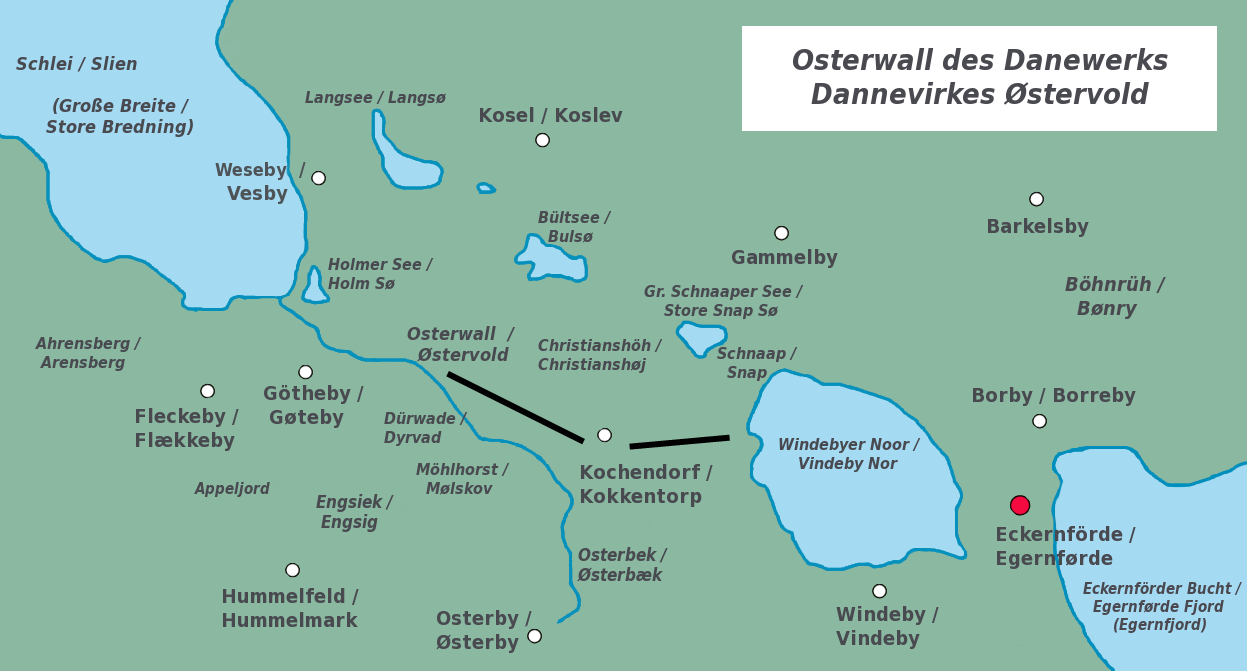
Lage des Osterwalls zu beiden Seiten von Kochendorf. Links oben die Große Breite der Schlei. Rechts unten Eckernförde und die Eckernförder Bucht.

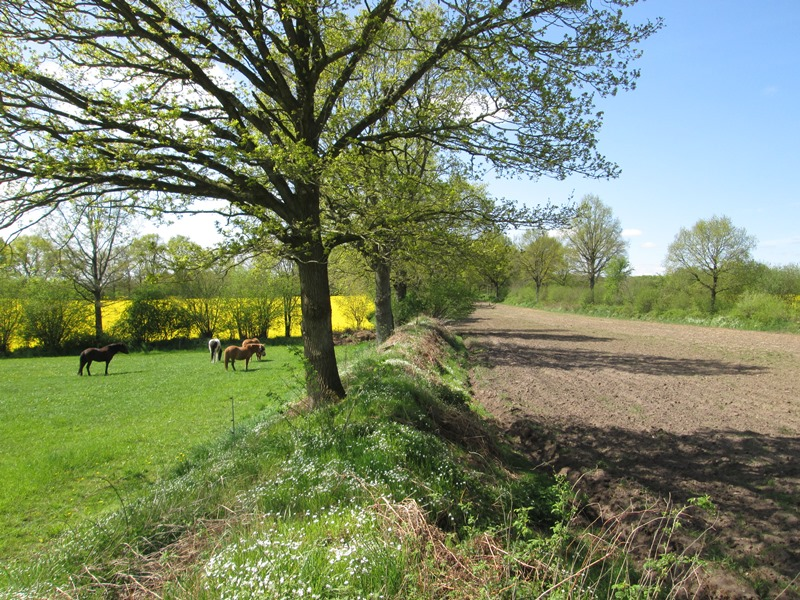
Der Osterwall westlich von Kochendorf. Zur Osterbek hin fällt das Gelände leicht ab (links im Bild).

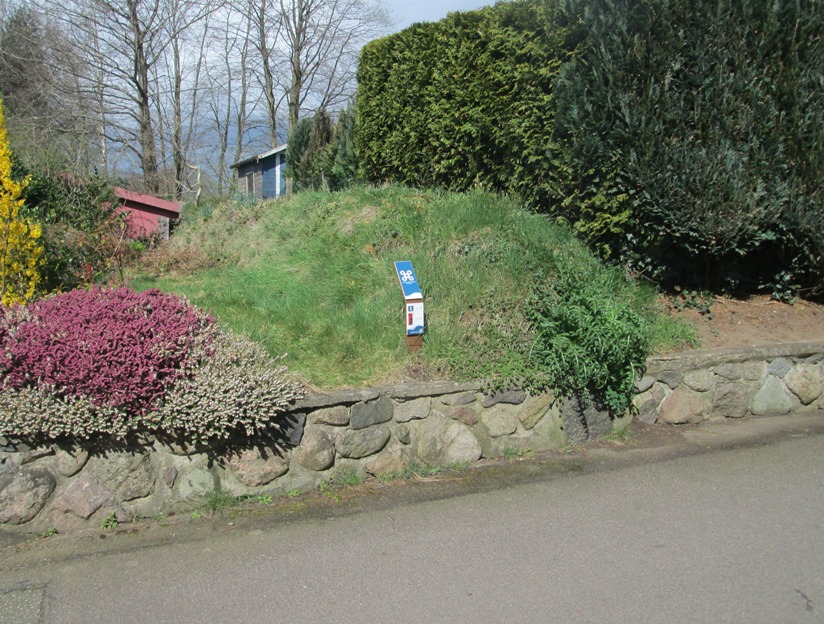
Rest des Osterwalls am westlichen Ortsrand von Kochendorf (2017). Hier endet der westliche Abschnitt des Osterwalls bzw. dessen erhaltener Rest.

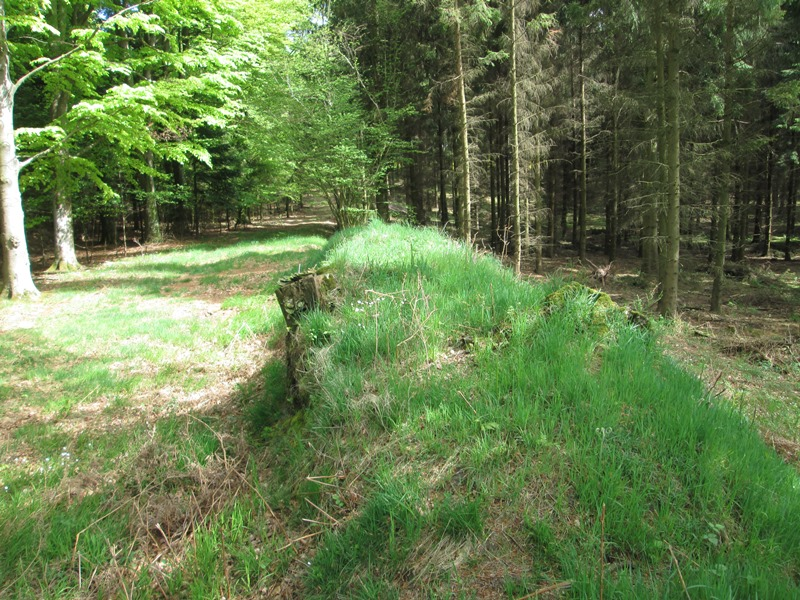
Rest des Osterwalls in einem Waldstück bei Dürwade

Der Osterwall (dänisch Østervold) ist das östlichste Teilstück des Danewerks. Er lag zwischen dem Windebyer Noor im Osten und dem Feuchtgebiet am Unterlauf der Osterbek im Westen. Der Osterwall bestand aus einem östlichen und einem westlichen Abschnitt. Zwischen den beiden Abschnitten liegt heute Kochendorf, der Hauptort der Gemeinde Windeby. Der westliche Abschnitt wird anhand der archäologisch erschlossenen baulichen Merkmale auf etwa 737 datiert. 

## Zweck
Der Osterwall war als Teilstück des Danewerks Bestandteil eines komplexen Systems von Verteidigungsanlagen an der dänischen Südgrenze. Er schützte die Halbinsel Schwansen, wo mehrere wikingerzeitliche Siedlungen bestanden.
Östlich des Osterwalls bildeten das Windebyer Noor und die Eckernförder Bucht natürliche Hindernisse. Das Windebyer Noor war damals noch mit der Eckernförder Bucht verbunden, daher die Benennung als „Noor“. Westlich des Osterwalls bot die sumpfige Flussniederung der Osterbek von Dürwade (dänisch Dyrvad) bis zur Großen Breite der Schlei einen ausreichenden Schutz vor angreifenden Heeren.
Die anderen Wälle des Danewerks lagen westlich der Schlei im Bereich der sogenannten Schleswiger Landenge, der engsten Stelle zwischen Ostsee und Nordsee. Im 10. Jahrhundert reichten sie von Hollingstedt bis nach Haithabu. Der Osterwall verhinderte eine Umgehung der westlichen Wälle des Danewerks.

## Beschreibung
Der Osterwall erstreckte sich ost-westlich über eine Länge von 3,5 km. Ursprünglich hatte er eine Breite von etwa 7,5 m und eine Höhe von bis zu 3,5 m. Der Wall bestand aus zwei Abschnitten.
Der östliche Abschnitt endete im Osten am Windebyer Noor. Dieser Abschnitt entstand möglicherweise bereits um 700. Er war mit Grassoden bedeckt und besaß noch einen vorliegenden Graben. Eventuell stand der Osterwall hier auch in Verbindung mit Nebenwällen in Schnaap und Christianshöh und einem möglichen wikingerzeitlichen Hafen am Windebyer Noor, das damals noch nicht von der Eckernförder Bucht abgeschnitten war.
Der westliche Abschnitt des Osterwalls, der bis zur Osterbek reichte, war mit hölzernen Palisaden gesichert. Damit ähnelt er dem Nordwall des Danewerks, der im Jahr 737 errichtet wurde. Wegen dieser baulichen Ähnlichkeit wird der westliche Abschnitt in die Jahre um 737 datiert, als das Danewerk stark ausgebaut wurde. Nahe der Osterbek kreuzte ein uralter regionaler Heerweg den Wall, der von der Eider über Missunde und Wellspang bis ins nördliche Dänemark verlief. An dieser Stelle gab es einen Durchgang im Osterwall.
Ob die beiden Abschnitte im Gebiet des heutigen Ortes Kochendorf miteinander verbunden waren oder der Osterwall hier unterbrochen war, ist unklar. Falls es im heutigen Ortsgebiet einen Wall gab, wurde er vollständig abgetragen.

## Heutige Situation
Heute ist der Wall an vielen Stellen nur noch schwer im Gelände auszumachen. Sichtbar sind insbesondere noch die Abschnitte zwischen Kochendorf und Möhlhorst und Dürwade, wo noch Höhen von bis zu drei Metern erhalten geblieben sind, und Reste in einem Waldstück in Dürwade.
Der Wall verläuft heute auf dem Gelände der Gemeinden Windeby und Fleckeby.
Als Bestandteil des Danewerks gehört der Osterwall seit 2018 zum UNESCO-Welterbe Archäologischer Grenzkomplex Haithabu und Danewerk.

## Forschung

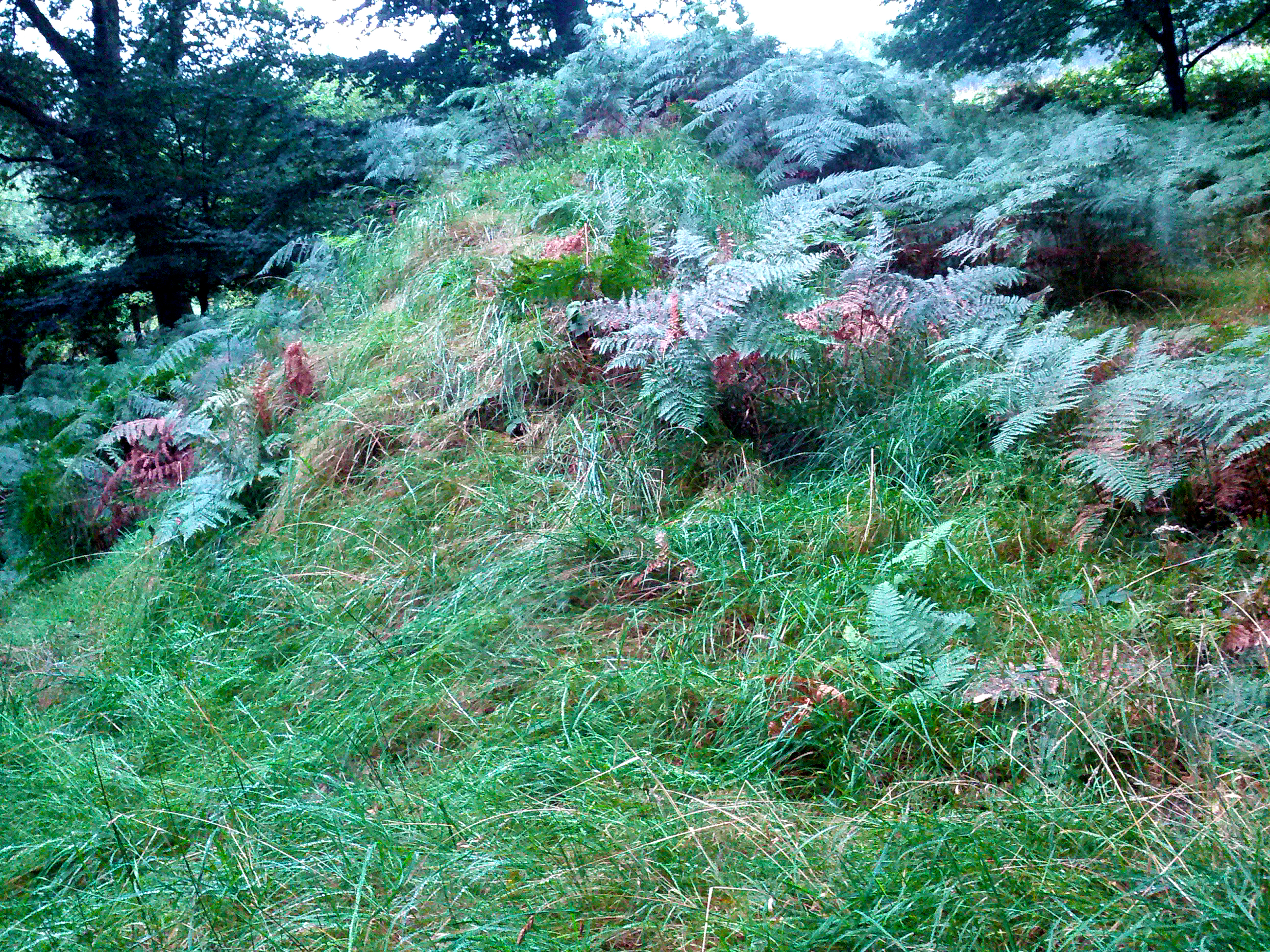
Erdaufschüttung an einer ehemaligen Durchgangsstelle im Osterwall, ca. 800 Meter westlich von Kochendorf. Hier kreuzte ein alter Heerweg den Wall.

Historische Karten wie von Geerz (1850) und Dreyer (1860) zeigen noch den ursprünglichen Wallverlauf auf ganzer Länge. Dieser war aber ohne archäologische Forschung nur noch teilweise nachvollziehbar, weil der Osterwall streckenweise völlig verschwunden war.
Zwischen 1972 und 1981 fanden am Osterwall erste archäologische Ausgrabungen statt. Diese ergaben, dass die beiden Abschnitte des Walls verschieden konstruiert wurden. Daraus wurde geschlossen, dass sie wahrscheinlich zu verschiedenen Zeiten aufgeschüttet wurden. Die Datierung ist unsicher. Bei Kuladig wird angegeben: „Die Datierung und die Zuordnung des Osterwalls zum westlichen Danewerk erfolgen nur über seine Konstruktionsweise und sind damit keinesfalls sicher.“ Auf der Website zum Welterbe Haithabu und Danewerk wird die Unsicherheit der Datierung mit der Frage ausgedrückt: „Gehört der Wall womöglich zu den ältesten Teilen des Danewerks?“
Der am Boden nicht mehr erkennbare Verlauf des Osterwalls am Windebyer Noor konnte bei einer Überfliegung des Geländes im September 2005 festgestellt werden. Er zeigte sich anhand einer Bewuchsanomalie in einem Feld, das direkt an das Windebyer Noor angrenzt. In der Folge untersuchten Taucher das Windebyer Noor an dieser Stelle.
In den Jahren 2014/2015 wurden mit einer von Olaf Söth entwickelten geomatischen Methode erdmagnetische Anomalien gemessen und ausgewertet.  Dabei wurde der von den Kartographen Geerz (1850) und Dreyer (1860) angegebene Verlauf des Osterwalls bestätigt. Außerdem wurde die These bestätigt, dass dort, wo der alte Heerweg in spitzem Winkel den Wall kreuzte, ein Tor gewesen war. Vermutlich handelte es sich um ein Zangentor, denn die Wallenden laufen nicht direkt aufeinander zu, sondern ein Stück nebeneinanderher.